# Clamara terminata
Clamara terminata är en fjärilsart som beskrevs av Walker 1855. Clamara terminata ingår i släktet Clamara och familjen snigelspinnare. Inga underarter finns listade i Catalogue of Life.